# Maria Alboiu
Maria Alboiu, verheiratet Lunescu (* 5. September 1963) ist eine rumänische Tischtennisspielerin aus den 1980er Jahren. Sie holte mehrere Titel bei den Balkanmeisterschaften und nahm viermal an Weltmeisterschaften teil.

## Werdegang
Zahlreiche Medaillen holte Maria Alboiu zwischen 1981 und 1987 bei den Balkanmeisterschaften: Viermal siegte sie mit der rumänischen Mannschaft, 1985 gewann sie den Einzelwettbewerb, dreimal die Doppelkonkurrenz (1983 mit Olga Nemes, 1985 und 1987 mit Otilia Bădescu). Dazu kommen vier Silber- und zwei Bronzemedaillen.
Viermal wurde Maria Alboiu für Weltmeisterschaften nominiert. Dabei kam sie 1981 und 1991 mit der Mannschaft auf Platz sechs. Bei den Europameisterschaften erreichte sie 1986 und 1988 jeweils mit Otilia Bădescu das Halbfinale.
In der Saison 1993/94 spielte sie für den MTV Stuttgart. Später wurde sie von den Vereinen TTV Burgstetten (Regionalliga, bis 2000), TTSV Saarlouis-Fraulautern (2000/01) und TuS Bad Driburg (Regionalliga, ab 2001) verpflichtet. Seit 2002 ist sie als „Maria Clauss“ beim TSG Steinheim/Murr in der Oberliga aktiv.

## Privat
Maria Alboiu spielte nach ihrer ersten Ehe (um 1988) unter dem Namen Maria Lunescu, nach der zweiten Ehe (um 2001) unter  Maria Clauss.

## Turnierergebnisse
| Verband | Veranstaltung       | Jahr | Ort        | Land | Einzel     | Doppel     | Mixed         | Team |
| ------- | ------------------- | ---- | ---------- | ---- | ---------- | ---------- | ------------- | ---- |
| ROU     | Balkanmeisterschaft | 1987 | Constanza  | ROU  | Silber     | Gold       |               | 1    |
| ROU     | Balkanmeisterschaft | 1985 | Pleven     | BUL  | Gold       | Gold       |               |      |
| ROU     | Balkanmeisterschaft | 1984 | Athen      | GRE  | Halbfinale | Silber     | Silber        |      |
| ROU     | Balkanmeisterschaft | 1983 | Ivangrad   | YUG  |            | Gold       |               | 1    |
| ROU     | Balkanmeisterschaft | 1982 | Izmir      | TUR  | Halbfinale | Silber     |               | 1    |
| ROU     | Balkanmeisterschaft | 1981 | Constanza  | ROU  |            |            |               | 1    |
| ROU     | Europameisterschaft | 1988 | Paris      | FRA  |            | Halbfinale |               |      |
| ROU     | Europameisterschaft | 1986 | Prag       | TCH  | letzte 16  | Halbfinale |               |      |
| ROU     | Europameisterschaft | 1984 | Moskau     | URS  | letzte 16  |            | Viertelfinale |      |
| ROU     | EURO-TOP12          | 1987 | Basel      | SUI  | 12         |            |               |      |
| ROU     | EURO-TOP12          | 1986 | Sodertalje | SWE  | 6          |            |               |      |
| ROU     | Weltmeisterschaft   | 1991 | Chiba City | JPN  | letzte 128 | Qual       | letzte 128    | 6    |
| ROU     | Weltmeisterschaft   | 1985 | Göteborg   | SWE  | letzte 16  | letzte 64  | Qual          | 11   |
| ROU     | Weltmeisterschaft   | 1983 | Tokio      | JPN  | letzte 128 | letzte 32  | letzte 64     | 11   |
| ROU     | Weltmeisterschaft   | 1981 | Novi Sad   | YUG  | letzte 64  | letzte 64  | Qual          | 6    |